# Cristóbal (antipapa)
Cristóbal fue un antipapa, (Roma, ¿?-906). Depuso al Papa León V en 903, al año siguiente fue depuesto por el Papa Sergio III.
Hay quienes afirman que era un papa legítimo, y aunque no fue entronizado como papa según las prácticas usuales, algún tiempo después fue reconocido como papa. Estuvo incluido en la mayoría de las listas modernas de papas hasta mediados del siglo XX. Hoy la Iglesia católica lo considera un antipapa. 

## Reinado
Era un romano, y su padre se llamaba Leo. Era cardenal de San Dámaso cuando se convirtió en papa, destronando por la fuerza a su precursor el papa León V, y lo encarceló, aparentemente en octubre del 903. Dado que León fallece al poco tiempo en prisión, luego de su muerte, Cristóbal puede ser considerado el papa. Los relatos de Auxilius de Nápoles (870-930) y Eugenius Vulgarius (887-928) indican que el papa Sergio III asesinó a León V y a Cristóbal. 
Un documento griego del siglo XI dice que Cristóbal fue el primer papa que, en su profesión de la fe que envió según costumbre a Sergio, patriarca de Constantinopla, indicó que el Espíritu Santo procedió “del Padre y del Hijo”. En ese entonces reinaba el Patriarca Nicolás I, pero se le llamaba “Sergio”. Esto explica el Documento Griego mostrado.

## Destronado
Cristóbal fue destronado del papado por el Papa Sergio III (904 - 911), y forzado a terminar su existencia como monje, aunque Vulgarius menciona que fue estrangulado en la prisión.

## Legitimidad
Algunos consideran a Cristóbal un papa legítimo, aunque su manera de tomar posesión del papado fue completamente contraria a los usos canónicos. Por lo tanto encontramos su nombre incluido en todos los catálogos de papas más o menos contemporáneos. Su retrato se encuentra en la galería de retratos de los papas en la Basílica de San Pablo Extramuros, en Roma, y entre los frescos de los papas del siglo X pintados en el siglo XIII en las paredes de la iglesia de San Pier-in-Grado, en las afueras de Pisa. Sus sucesores, por otra parte, lo reconocieron como papa; ya que el Papa León IX al confirmar los privilegios de la abadía de Corbie en Francia, mencionó las concesiones precedentes de Benedicto y de Cristóbal. Este privilegio es el único de los actos de Cristóbal que subsiste. Sin embargo, a partir de la primera mitad del siglo XX no se lo considera un papa legítimo y su nombre se ha borrado de la lista de Papas del Anuario Pontificio.